# دوجيسة توبقالية
دوجيسة توبقالية هو نوع من الدوجيسات بلانريان التي تعيش في ينابيع المغرب. سميت على اسم قمة توبقال (توبقال في البربرية)، أعلى قمة في جبال الأطلس. تم العثور عليها بين 1702 و2164 متر من الارتفاع.

## وصف
يبلغ قياس الحيوانات الحية 20 ملم (0.79 بوصة) في الطول و3 ملم (0.12 بوصة) في العرض. لديهم سطح ظهري مصطبغ، وسطح بطني شاحب. الرأس على شكل مثلث وعينان في بقع خالية من الصبغ.